# Richard Barrutia
Richard Barrutia  (* 12. September 1925 in Salt Lake City; † 6. Juli 1999 in Corona del Mar) war ein US-amerikanischer Romanist, Hispanist,  Lusitanist  und Fremdsprachendidaktiker baskischer Herkunft.

## Leben
Barrutia studierte an der Arizona State University (Bachelorabschluss 1958, Masterabschluss 1960 mit der Arbeit Distortion as a refinement in the drama of Federico Garcia Lorca) und am Thunderbird American Institute for Foreign Trade in Phoenix (Arizona) (Bachelorabschluss 1959). Er wurde 1964 an der University of Texas at Austin promoviert mit der Arbeit Linguistic theory of language learning as related to machine teaching (Heidelberg 1969) und lehrte von 1965 bis zu seiner Emeritierung 1993  Spanisch und Portugiesisch an der University of California, Irvine, wo er das Department mit begründete (Chairman von 1976 bis 1979), sowie ein Sprachenzentrum mit Sprachlabor aufbaute.
1977 war Barrutia Präsident der American Association of Teachers of Spanish and Portuguese.
Er war Ritter im Zivilverdienstorden (Spanien).

## Werke
- (mit Fred P Ellison und Rachel de Queiroz) Modern Portuguese, o. O. 1967–1971 (Lehrwerk)
- (mit Tracy Terrell) Fonética y Fonología Española, New York 1982 
  - (mit Armin Schwegler) Fonética y fonología españolas. Teoría y práctica, New York 1994